# Дукас, Лукас
Лукас Дукас  (греч.  Λουκάς Δούκας  Тинос, 1890 — Афины, 1925) — греческий скульптор начала 20-го века.

## Биография

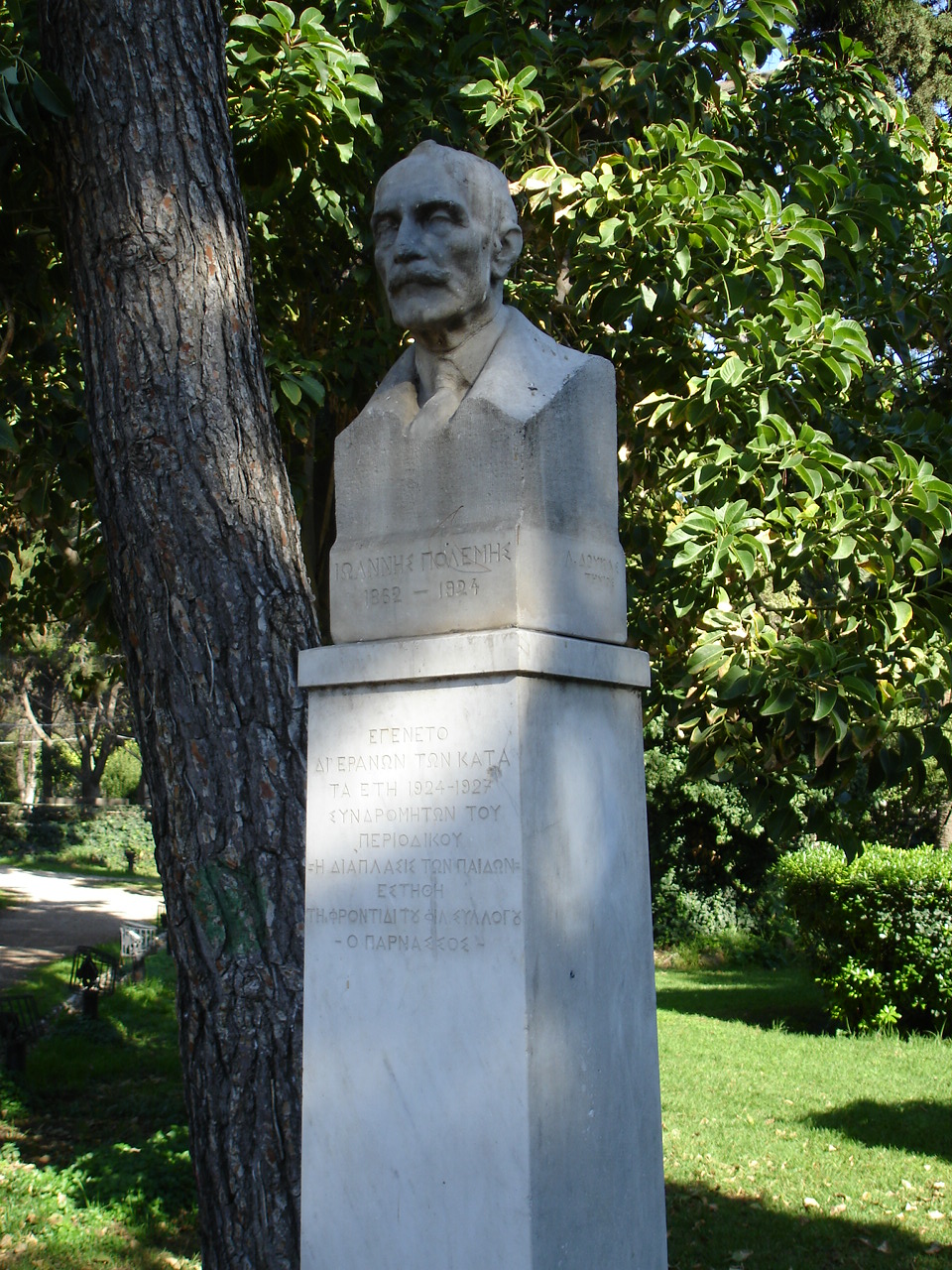
« Бюст поэта Иоанниса Полемиса».

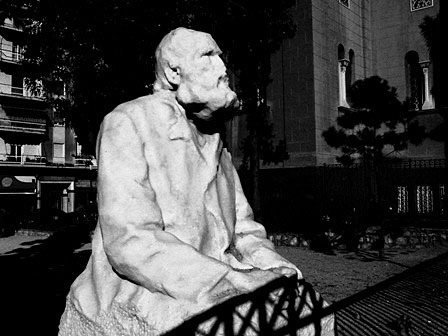
«Попрошайка» (1918)

Лукас Дукас родился в 1890 году в селе Пиргос на острове Тинос.
Остров дал Греции несколько десятков известных скульпторов и настолько связан с историей современной греческой скульптуры, что греческий философ Касториадис, Корнелиус именовал Тинос «рукодельным островом». Отец Лукаса, Стратис Дукас, также был резчиком по мрамору.
Уехав с родного острова в Афины, Лукас Дукас работал в мастерской своего земляка Димитриоса Филиппотиса.
Лукас Дукас поступил Афинскую школу изящных искусств, где учился у Георгиоса Брутоса и Томаса Томопулоса в период 1905—1912 годов.
По окончании учёбы был мобилизован в греческую армию и принял участие в Балканских войнах. Будучи ещё в армии, принял участие в конкурсе и получил стипендию учреждённую меценатом Аверофф для продолжения учёбы в Париже. Но во французскую столицу Дукас прибыл только в 1919 году, после окончания Первой мировой войны. Дукас учился в парижской Школе изящных искусств у скульптора Jean Bousset.
Лукас Дукас принял участие в выставках Союза греческих художников (1915, 1916, 1917). А также в Парижских салонах 1921, 1922 и 1923 годов.
По возвращении в Грецию в 1925 году был назначен преподавателем Афинской школы изящных искусств. Но через несколько месяцев и в возрасте 35 лет умер по причине подорванного в годы войн здоровья.
После смерти скульптора в 1926 году в Афинах была организована выставка ретроспектива его работ.
Его работы были также выставлены на Панэллинской выставке 1948 года.
В своих работах Дукас следовал академическим представлениям, технике совершенства и реализму. Среди его самых известных работ: «Каин», «Голова старика философа», «Молодой сатир», «Пленный болгарин», «Женщина убийца», «Г. Мистриотис» и другие.
Согласно искусствоведам Национальной галереи Греции, художественный стиль Дукаса сформировался, в основном, во время его пребывания в Париже, с очевидным, кроме прочих, влияним скульптуры Родена.
Искусствоведы классифицируют Дукаса между реализмом и экспрессионизмом. В его работах очевиднo, в некоторых случаях, стремление передать действительность выбором реалистической тематики, но в других случаях подчёркивание выразительного пафоса, посредством экспрессионистской деформации.
Две из известных работ Дукаса установлены в Афинах под открытым небом:
- Бюст поэта Иоанниса Полемиса (Афины — сад перед Заппион). Модель скульптуры была изготовлена Дукасом, но на мрамор её перенёс один из учеников Д. Филиппотиса, И.Кулурис.
- «Попрошайка» (1918, Афины — Πлощадь Святого Пантелеймона). Скульптура установлена на нынешнее место в 1937 году.

Работы Дукаса выставлены в Национальной галерее Греции и Музее Тиноса